# N'Koumandougou
N’Koumandougou est une commune rurale du Mali, dans le cercle de Farako et la région de Ségou. Elle a pour chef-lieu la localité de Doura.

## Villages et hameaux
La commune s'étend sur 15 localités relevées lors du recensement général de 2009. 
Les villages les plus peuplés sont :
- Doura (2 781 habitants) ;
- Sonogo (1 673 habitants) ;
- Ndianabougou (1 396 habitants).

La loi 2023-007 attribue à la commune 16 villages, fractions ou quartiers :
- Doura
- Niampiéna Wéré
- Ballé
- Baguila
- Missiribougou
- Niampiéna